# Charlottenbrücke
Die Charlottenbrücke ist eine stählerne Stabbogenbrücke ohne Windverband im Berliner Ortsteil Spandau über die Havel. Sie ist eingetragen in die Liste der Kulturdenkmale in Berlin-Spandau mit der Objekt-Dokumentations Nr. 09085524.

## Lage
Die Charlottenbrücke führt den Straßenzug Charlotten-/Stresowstraße über die Untere Havel-Wasserstraße. Über Treppen ist sie beidseitig mit den Uferpromenaden der Havel verbunden. Die Promenade am Lindenufer führt unter der Brücke hindurch und an der Havel entlang. Die mit ihrem Brückenkopf und ihren Leuchten denkmalgeschützte Brücke liegt rund 150 m südlich der Spreemündung am Ostrand der Altstadt Spandau. Die Spannweite der heutigen Brücke beträgt 60 m, die Bogenhöhe 10 m. Das Fahrwasser der Bundeswasserstraße UHW ist unter der Brücke 55 m breit. Die Brücke verfügt über zwei Fahr- und zwei Parkspuren. Die Breite der Fahrbahn beträgt elf Meter, die der Gehwege je fünf Meter. Im Jahr 2000 wurde die Abdichtung der Fahrbahn für rund 215.000 Mark erneuert.

## Geschichte
Der Havelübergang von Stresow hatte in früher Zeit strategische Bedeutung und wurde zunächst durch eine Fähre sichergestellt. Ab 1319 wird auf der Spandauer Seite ein mit einem Turm geschütztes Tor und ab 1433 an dieser Stelle eine Holzbrücke erwähnt. Das anfangs noch als Stresowbrücke bezeichnete Bauwerk wurde 1633 neu aufgebaut. Später erhielt die Brücke die Bezeichnung Charlottenbrücke nach der die überführenden Charlottenstraße, die ihrerseits nach Königin Sophie Charlotte benannt ist. 1819 entstand eine Zwei-Klappen-Brücke für den Schiffsverkehr. 1864 bis 1866 wurde die Holzbrücke erneuert und ein gusseiserner Aufzug für den Schiffsdurchlass eingebaut. 1886 wurde der Holzbau durch eine mehrteilige Brücke ersetzt. Die beiden Randfelder waren als Stahlbogenbrücke ausgeführt, zwischen denen sich eine aufklappbare Balkenbrücke befand. Die Gehwege waren angerampt. Ab 1892 befuhr die Spandauer Straßenbahn die Brücke. Mitte Januar 1916 stürzte der Mittelteil nach dem Zusammenstoß mit einem Schiff ein. Da ein Neubau aufgrund der gestiegenen Belastungen ohnehin vorgesehen war, wurde die alte Charlottenbrücke in der Folge abgerissen. Südlich davon errichtete das Pionierbataillon 3 Rauch bis Juni 1916 eine Behelfsbrücke.
Die jetzige Brücke wurde zwischen 1926 und 1928 anstelle der Klappbrücke von 1886 erbaut. Die Pionierbrücke wurde nach ihrer Freigabe abgerissen. Um 1930 wurde an der Uferpromenade am Westufer der Havel eine öffentliche Toilettenanlage angebaut. An ihrem Nordende in Richtung der Zitadelle Spandau befand sich bis etwa 1926 ein Standbild Kaiser Friedrichs III. von Albert Manthe aus dem Jahr 1892.

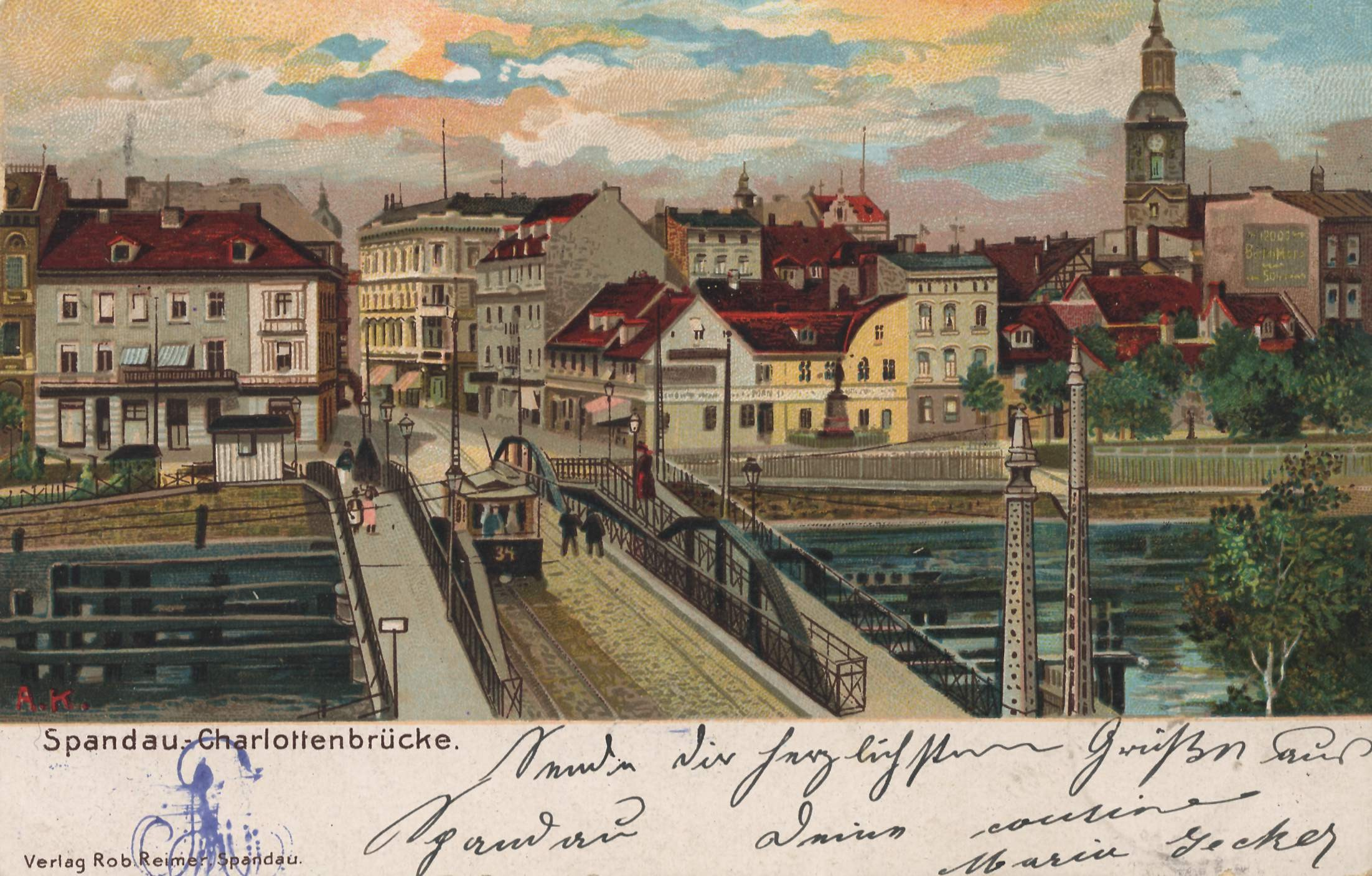
Charlottenbrücke, um 1896
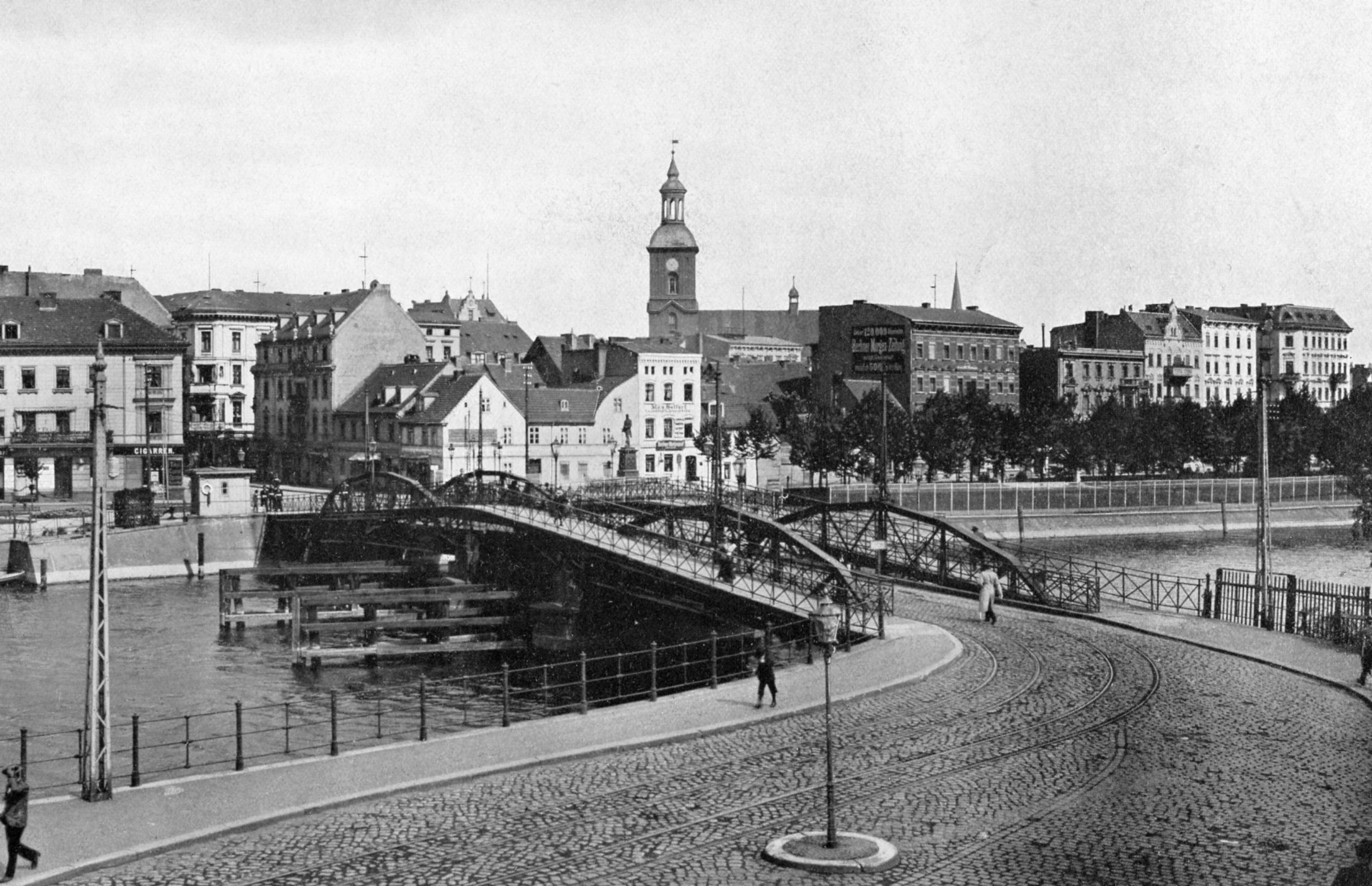
Charlottenbrücke, um 1900
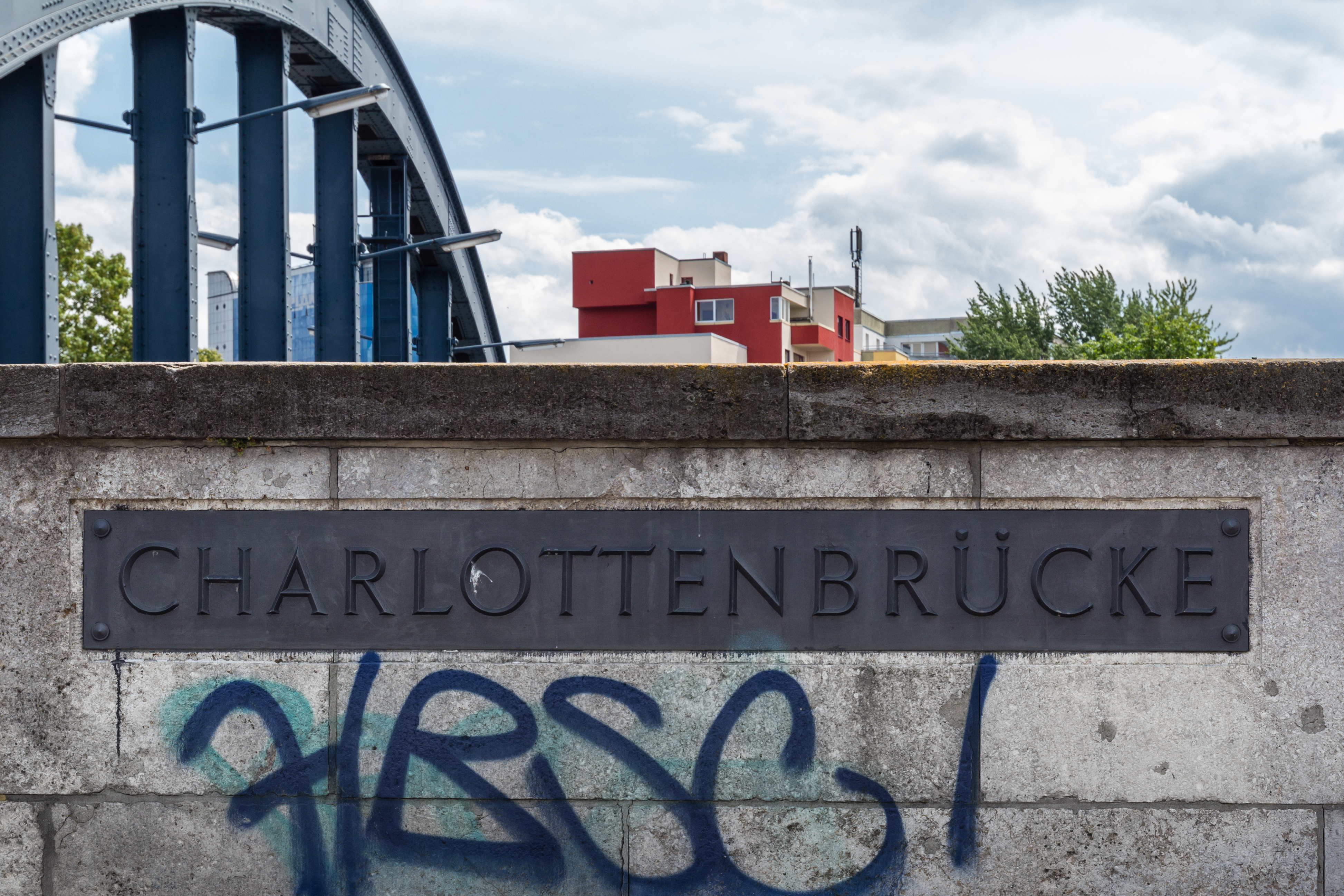
Namensschild